# Les Trois Royaumes (film)
Pour les articles homonymes, voir Trois Royaumes.
Pour plus de détails, voir Fiche technique et Distribution.
Les Trois Royaumes (赤壁, Chì bì - littéralement « falaise rouge ») est un film chinois réalisé par John Woo et sorti en 2008.
Il s'agit d'une adaptation cinématographique du roman du même nom de Luo Guanzhong, qui raconte la bataille de la Falaise rouge de la période des Trois Royaumes de Chine. Le film est sorti dans certains pays en deux parties.

## Synopsis
Cao Cao, premier ministre de l'empereur Han, pousse celui-ci à attaquer le Royaume de Shu. Cao Cao souhaite s'emparer du trône une fois l'empire unifié. Liu Bei, dirigeant de Shu, propose au jeune seigneur du Royaume de Wu, Sun Quan, une alliance pour se défendre contre cette menace, par l'entremise de Zhuge Liang, conseiller de Liu Bei . Furieux, Cao Cao lance son attaque à l'hiver 208 sur le Yangzi Jiang avec 800 000 soldats et 2 000 navires. Le commandant des troupes de la coalition est Zhou Yu, stratège du Royaume de Wu et ami de Zhuge Liang. Les deux armées s'affrontent lors de la bataille de la Falaise rouge…

## Fiche technique
- Titre français : Les Trois Royaumes
- Titre québécois : La Falaise Rouge
- Titre américain : Red Cliff
- Titre original : 赤壁, Chi bi)
  - Titre original 2e partie : 赤壁2：决战天下
- Réalisation : John Woo
- Scénario : John Woo, Khan Chan, Cheng Kuo et Heyu Sheng, d'après le roman Les Trois Royaumes de Luo Guanzhong
- Musique : Tarô Iwashiro
- Décors et costumes : Timmy Yip
- Photographie : Lu Yue et Zhang Li
- Budget : 80 millions de dollars[1]
- Pays de production :  Chine
- Format : Couleurs - 2,35:1 - Dolby Digital - 35 mm
- Distribution : Metropolitan FilmExport (France)
- Genre : action, guerre, historique, épique
- Durée : 288 minutes (version asiatique), 148 minutes (version occidentale)
- Date de sortie :
  - Chine : juillet 2008
  - France : 25 mars 2009

## Distribution
- Tony Leung Chiu-wai (VF : Thibault de Montalembert) : Zhou Yu
- Takeshi Kaneshiro (VF : Alexis Victor) : Zhuge Liang
- Zhang Fengyi (VF : Gabriel Le Doze) : Cao Cao
- Chang Chen (VF : Renaud Marx) : Sun Quan
- Yong You (VF : Alain Choquet) : Liu Bei
- Lin Chiling (VF : Véronique Volta) : Qiao Xiao
- Ba Sen Zha Bu (VF : Guy Chapellier) : Guan Yu
- Zhao Wei (VF : Marjorie Frantz) : Sun Shangxiang
- Hou Yong (VF : Mathieu Buscatto) : Lu Su
- Hu Jun : Zhao Yun
- Tong Jiang : Li Tong
- Shido Nakamura (VF : Bertrand Nadler) : Gan Xing
- Song Jia : Li Ji
- Tong Dawei (VF : Yannick Blivet) : Sun Shucai
- Qingxiang Wang : Kong Rong

## Production
Le tournage a lieu à Pékin, dans la province de Hebei, ainsi qu'à Taipei.

## Sortie et accueil

### Différentes versions
En Occident, une version remontée en un seul film de 2 h 25 est sortie au cinéma, puis en DVD. Il semblerait que cette version occidentale soit à l'initiative du distributeur américain, Magnolia Pictures.
La version longue, qui correspond à la version asiatique intégrale, sort ensuite en France en DVD et Blu-Ray le 13 avril 2010, avec la possibilité d'acheter les deux parties séparément ou en coffret.

## Autour du film
- Tout au long du film, il est fait référence au site de la bataille comme « la falaise rouge ». Mais ce nom ne lui avait été attribué que par la suite, en référence au gigantesque incendie qui eut lieu durant les combats[réf. nécessaire].
- Bien que tiré du roman, le film s'en éloigne parfois de manière importante, comme en montrant les relations très cordiales, presque d'amitié, entre Zhou Yu et Zhuge Liang. Le roman au contraire décrivait Zhou Yu comme jaloux à en mourir du talent de Zhuge Liang, au point de vouloir l'humilier durant la bataille.